# شکریه عیسی خیل
شکریه عیسی خیل (زاده ۱۳۴۶ ولسوالی پل خمری بغلان) یک سیاست‌مدار اهل افغانستان است. وی توانست در دوره‌های پانزدهم، شانزدهم و هفدهم مجلس نمایندگان افغانستان به عنوان نماینده مردم ولایت بغلان به پارلمان افغانستان راه یابد.

## زندگی‌نامه
شکریه عیسی خیل زاده ۱۳۴۶ از ولسوالی پل خمری ولایت بغلان است. وی تحصیلات دوران مدرسه‌ خود را در ولسوالی پل خمری به پایان رساند و توانست مدرک لیسانس خود را از دانشگاه بغلان در سال ۱۳۸۴ در رشته تعلیم و تربیت کسب کند. وی سابقه ۲۰ سال تدریس در مدارس دولتی را در کارنامه خود دارد.

## مجلس نمایندگان

### دوره شانزدهم
شکریه عیسی خیل در مجلس شانزدهم نمایندگان افغانستان عضو کمیسیون امور داخلی بود.

### دوره هفدهم
وی در انتخابات مجلس نمایندگان افغانستان در سال ۱۳۹۷ به کسب ۴٬۷۰۱ رای، توانست به دوره هفدهم پارلمان افغانستان راه یابد.

## دیگر فعالیت‌ها
دیگر فعالیت‌های ایشان:
- ۲۰ سال تدریس در مدارس دولتی افغانستان.
- عضو لویه جرگه اضطراری قانون اساسی.
- کارمند دفتر کمیسیون قانون اساسی در بغلان.
- ترینر کمیسیون انتخابات.
- عضو جرگه صلح.
- عضو جرگه افغانستان و پاکستان.
- نماینده مردم بغلان در دوره‌های پانزدهم، شانزدهم و هفدهم مجلس نمایندگان افغانستان.